# Championnats d'Amérique du Sud d'athlétisme 1941
Navigation
Édition précédente Édition suivante
Les 12e Championnats d'Amérique du Sud d'athlétisme ont eu lieu en 1941 à Buenos Aires. 

## Résultats

### Hommes
| Épreuves                | Or                                  | Argent                               | Bronze                               |
| ----------------------- | ----------------------------------- | ------------------------------------ | ------------------------------------ |
| 100 mètres              | José de Assis (BRA) 10 s 8          | José Ferraz (BRA) 10 s 9             | Roberto Valenzuela (CHI) 11 s 1      |
| 200 mètres              | José de Assis (BRA) 21 s 4          | Luis Venini (ARG) 21 s 8             | Roberto Valenzuela (CHI) 22 s 4      |
| 400 mètres              | Rosalvo Ramos (BRA) 50 s 2          | Agenor da Silva (BRA) 50 s 3         | Antonio Cuba (PER) 50 s 4            |
| 800 mètres              | Guillermo García (CHI) 1 min 54 s 2 | Isidoro Ferrere (ARG) 1 min 55 s 7   | Roberto Yokota (CHI) 1 min 55 s 7    |
| 1 500 mètres            | Guillermo García (CHI) 3 min 58 s 7 | Isidoro Ferrere (ARG) 4 min 02 s 2   | Arturo Torres (CHI) 4 min 03 s 1     |
| 3 000 mètres            | Raúl Ibarra (ARG) 8 min 39 s 4      | Arturo Torres (CHI) 8 min 47 s 6     | Delfo Cabrera (ARG) 8 min 48 s 0     |
| 5 000 mètres            | Raúl Ibarra (ARG) 14 min 57 s 2     | Reinaldo Gorno (ARG) 15 min 12 s 1   | Raúl Inostroza (CHI) 15 min 13 s 3   |
| 10 000 mètres           | Raúl Ibarra (ARG) 30 min 45 s 0     | Reinaldo Gorno (ARG) 31 min 39 s 6   | René Millas (CHI) 31 min 41 s 8      |
| 20 miles                | Tomás Palomeque (ARG) 2 h 03 min 16 | Saturnino Cuello (ARG) 2 h 03 min 22 | Eusebio Guiñez (ARG) 2 h 03 min 42   |
| 110 mètres haies        | Mário da Cunha (BRA) 15 s 1         | Hélio Pereira (BRA) 15 s 2           | Julio Jaime (URU) 15 s 5             |
| 400 mètres haies        | Alfonso Hoelzel (CHI) 56 s 4        | Alfonso Rozas (CHI) 56 s 9           | Sylvio Padilha (BRA) 57 s 0          |
| Saut en hauteur         | Guido Hanning (CHI) 1,94 m          | Alfredo Mendes (BRA) 1,85 m          | Faustino Poyo (ARG) 1,85 m           |
| Saut à la perche        | Lúcio de Castro (BRA) 4,00 m        | Icaro Mello (BRA) 4,00 m             | Erwin Reimer (CHI) 3,70 m            |
| Saut en longueur        | Guillermo Dyer (PER) 7,20 m         | Ernesto Juárez (ARG) 7,05 m          | Mario Quesada (ARG) 6,94 m           |
| Triple saut             | Carlos Pinto (BRA) 15,10 m          | Néstor Tenorio (ARG) 14,90 m         | Jorge Richard (BRA) 14,59 m          |
| Lancer de poids         | Ricardo Nitz (BRA) 14,62 m          | Carmine Di Giorgio (BRA) 13,71 m     | Antônio Lyra (BRA) 13,51 m           |
| Lancer du disque        | Manuel Consiglieri (PER) 46,40 m    | Karsten Brödersen (CHI) 45,05 m      | Bento Barros (BRA) 45,02 m           |
| Lancer du marteau       | Assis Naban (BRA) 49,71 m           | Juan Fusé (ARG) 48,98 m              | Federico Kleger (ARG) 46,60 m        |
| Lancer du javelot       | Egon Falkenberg (BRA) 59,42 m       | Alberto Becher (ARG) 59,05 m         | Efraín Santibáñez (CHI) 56,37 m      |
| Décathlon               | Emilio Rüegg (BRA) 6 411 points     | Juan Colín (CHI) 6 315 points        | Karsten Brödersen (CHI) 6 037 points |
| Relais 4 × 100 mètres   | Brésil 42 s 3                       | Chili 42 s 7                         | Argentine 43 s 4                     |
| relais 4 × 400 mètres   | Chili 3 min 21 s 9                  | Argentine 3 min 22 s 3               | Uruguay 3 min 27 s 8                 |
| 3 000 mètres par équipe | Argentine 10                        | Chili 14                             | Brésil 26                            |
| Cross-country           | Raúl Ibarra (ARG) 36 min 11 s 0     | Raúl Inostroza (CHI) 37 min 18 s 0   | René Aldana (CHI) 37 min 27 s 4      |

### Femmes
| Épreuves              | Or                             | Argent                        | Bronze                                                                       |
| --------------------- | ------------------------------ | ----------------------------- | ---------------------------------------------------------------------------- |
| 100 mètres            | Lelia Spuhr (ARG) 13 s 1       | María Malvicini (ARG) 13 s 3  | Crista Jane Giese (BRA) 13 s 3                                               |
| 200 mètres            | Lelia Spuhr (ARG) 26 s 0       | Elizabeth Müller (BRA) 26 s 4 | Julia Yáñez (PER) 27 s 6                                                     |
| 80 mètres haies       | Crista Jane Giese (BRA) 12 s 4 | Betty Morales (CHI) 12 s 5    | Ursula Hennel (BRA) 13 s 0                                                   |
| Saut en hauteur       | Lelia Spuhr (ARG) 1,55 m       | Ilse Barends (CHI) 1,50 m     | Crista Jane Giese (BRA) Instrud Kastdorff (URU) Noemi Simonetto (ARG) 1,45 m |
| Saut en longueur      | Instrud Kastdorff (URU) 5,12 m | Ilse Barends (CHI) 5,03 m     | Noemi Simonetto (ARG) 4,96 m                                                 |
| Lancer de poids       | Ingeborg Mello (ARG) 11,81 m   | Edith Klempau (CHI) 10,74 m   | Julia Iriarte (BOL) 10,45 m                                                  |
| Lancer du disque      | Christel Balde (CHI) 35,59 m   | María Boecke (CHI) 35,04 m    | Ingeborg Mello (ARG) 33,80 m                                                 |
| Lancer du javelot     | Ruth Caro (ARG) 36,87 m        | Ursula Holle (CHI) 36,68 m    | Olga Merino (CHI) 34,63 m                                                    |
| Relais 4 × 100 mètres | Argentine 51 s 2               | Chili 51 s 8                  | Brésil 52 s 6                                                                |

## Tableau des médailles
| Rang | Nation    | Or | Argent | Bronze | Total |
| ---- | --------- | -- | ------ | ------ | ----- |
| 1    | Argentine | 12 | 12     | 9      | 33    |
| 2    | Brésil    | 12 | 7      | 9      | 28    |
| 3    | Chili     | 6  | 13     | 11     | 30    |
| 4    | Pérou     | 2  | 0      | 2      | 4     |
| 5    | Uruguay   | 1  | 0      | 3      | 4     |
| 6    | Venezuela | 0  | 1      | 0      | 1     |
| 7    | Bolivie   | 0  | 0      | 1      | 1     |